# 衣笠静夫
衣笠 静夫（きぬがさ しずお、1895年（明治28年）12月2日 - 1962年（昭和37年）2月24日）は、日本の実業家である。ミツワ石鹸（旧：丸美屋商店、現在は廃業）の副社長を務めた。

## 経歴・人物
兵庫県龍野市（現在のたつの市）に生まれ、京都高等工芸学校（現在の京都工芸繊維大学）に入学する。1917年（大正6年）に卒業後は後のミツワ石鹸である丸美屋商店に入社し、宣伝部長や企画部長、営業部長を歴任した。勤務中は同社のユニークな広告制作に携わり、多くの新聞社に依頼しその広告を新聞広告として採用された事で名を馳せる。
その後は日本油脂工業会および日本化粧品工業会理事を務め、全日本広告連盟の理事長や日本広告主協会（現在の日本アドバイターズ協会）の理事や全日本広告協議会の幹事長等も歴任した。1960年（昭和35年）にはミツワ石鹸の副社長に就任し、死去までその職にあたった。死去した同年より広告に関する団体に多く所属し理事長等を務めた事を栄誉を称え、「衣笠賞」が創設され衣笠が理事長を務めた全日本広告連盟が主催として現在まで広告功労者に贈呈されている。また衣笠が著した詩集は後に早稲田大学図書館に寄贈され、後にこの名称は彼の名に因んで「衣笠詩文庫」と名付けられた。